# Kévin Aymoz
Kévin Aymoz (Échirolles; 1 de agosto de 1997) es un patinador artístico sobre hielo francés, que quedó tercero en los Internacionales de Francia 2019, tras el estadounidense Nathan Chen y el ruso Alexander Samarin, en la modalidad de patinaje individual.
Aymoz en el Campeonato Europeo de 2019 quedó en cuarto lugar, tras el español Javier Fernández, el ruso Alexander Samarin y el italiano Matteo Rizzo.